# Aldo Rossi
Aldo Rossi (Milano, 3 maggio 1931 – Milano, 4 settembre 1997) è stato un architetto e teorico dell'architettura italiano.
È stato il primo italiano a vincere nel 1990 il Premio Pritzker, seguito otto anni dopo da Renzo Piano.
(Rafael Moneo, L'altra modernità. Considerazioni sul futuro dell'architettura, pag. 113)

## Biografia
La formazione scolastica avviene presso i padri somaschi e nel Collegio arcivescovile Alessandro Volta di Lecco. Nel 1949 si iscrive alla facoltà di Architettura del Politecnico di Milano e si laurea nel 1959, presentando una tesi con Piero Portaluppi come relatore.
Nel 1955 ha cominciato a collaborare come redattore alla rivista di architettura Casabella-Continuità, diretta da Ernesto Nathan Rogers. La collaborazione termina nel 1964, quando la direzione della rivista passa a Gian Antonio Bernasconi. La pratica giornalistica continua però all'interno delle redazioni di Società e Il contemporaneo, che fanno di Rossi uno dei partecipanti più attivi al fervente dibattito culturale.
I primi articoli riguardano architetti come Alessandro Antonelli, Mario Ridolfi, Auguste Perret ed Emil Kaufmann, molti dei quali confluiranno nel suo secondo libro, Scritti scelti sull'architettura e la città 1956-1972.
Il 4 settembre 1997, Rossi muore a Milano, all'ospedale San Raffaele, dove era ricoverato da una settimana in seguito a un incidente stradale avvenuto a Verbania, all'età di sessantasei anni.

### Vita privata
Sposato con l'attrice svizzera Sonia Gessner, che lo introdusse al mondo del cinema e del teatro, suoi grandi interessi sia come uomo di cultura sia come padre: al cinema infatti approderà il figlio Fausto, al teatro la figlia Vera, e nel 1973 lo stesso Rossi si cimenterà dietro la macchina da presa.

## La carriera
Inizia l'attività professionale presso lo studio di Ignazio Gardella nel 1956, passando poi per lo studio di Marco Zanuso. Nel 1963 inizia anche l'attività didattica: prima è assistente di Ludovico Quaroni (1963) presso la scuola di urbanistica di Arezzo, successivamente di Carlo Aymonino all'Istituto di Architettura di Venezia. Nel 1965 è nominato professore al Politecnico di Milano e l'anno seguente, nel 1966, pubblica L'architettura della città, presto divenuto un classico della letteratura architettonica.
La sua attività professionale, inizialmente dedicata alla teoria architettonica e a piccoli interventi edilizi, compie un salto di qualità quando Carlo Aymonino gli fa realizzare parte del complesso "Monte Amiata" nel quartiere Gallaratese a Milano. Nel 1971 vince il concorso di progettazione per l'ampliamento del cimitero San Cataldo a Modena, che gli donerà la fama internazionale. La storia dell'architettura, Architettura contemporanea, pubblicata cinque anni più tardi da Manfredo Tafuri e Francesco Dal Co, si chiude proprio con il progetto del giovane architetto milanese.
Dopo la sospensione dall'insegnamento insegna progettazione architettonica presso il Politecnico federale di Zurigo, cattedra che occuperà dal 1971 al 1975.

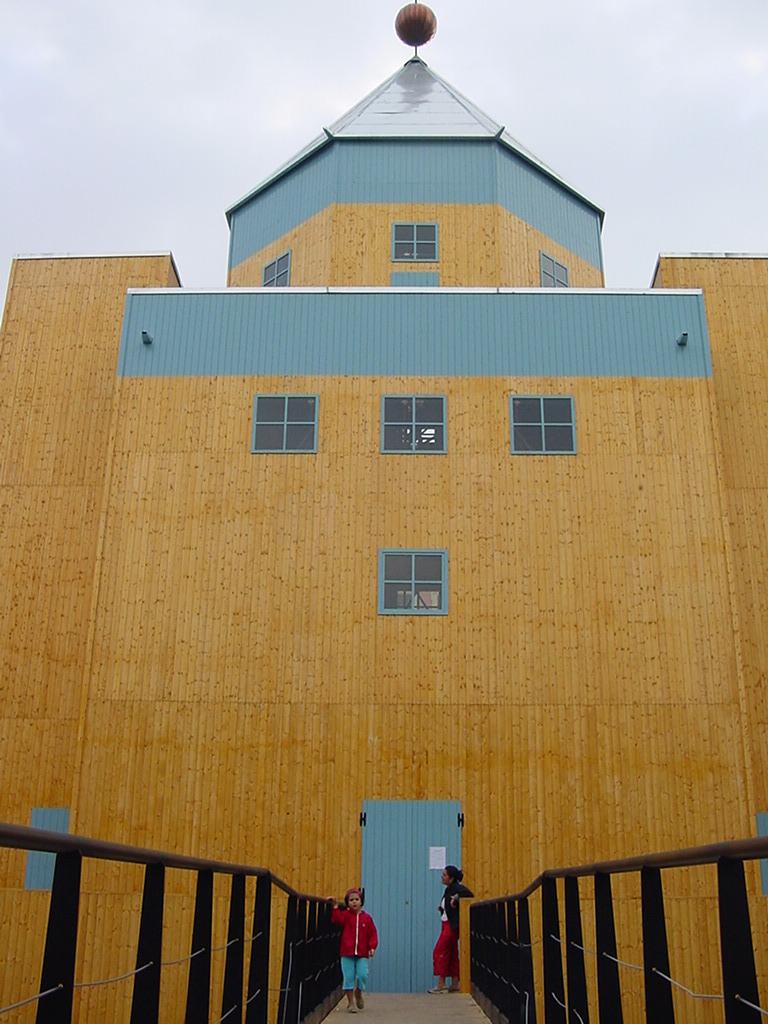
Il Teatro del Mondo

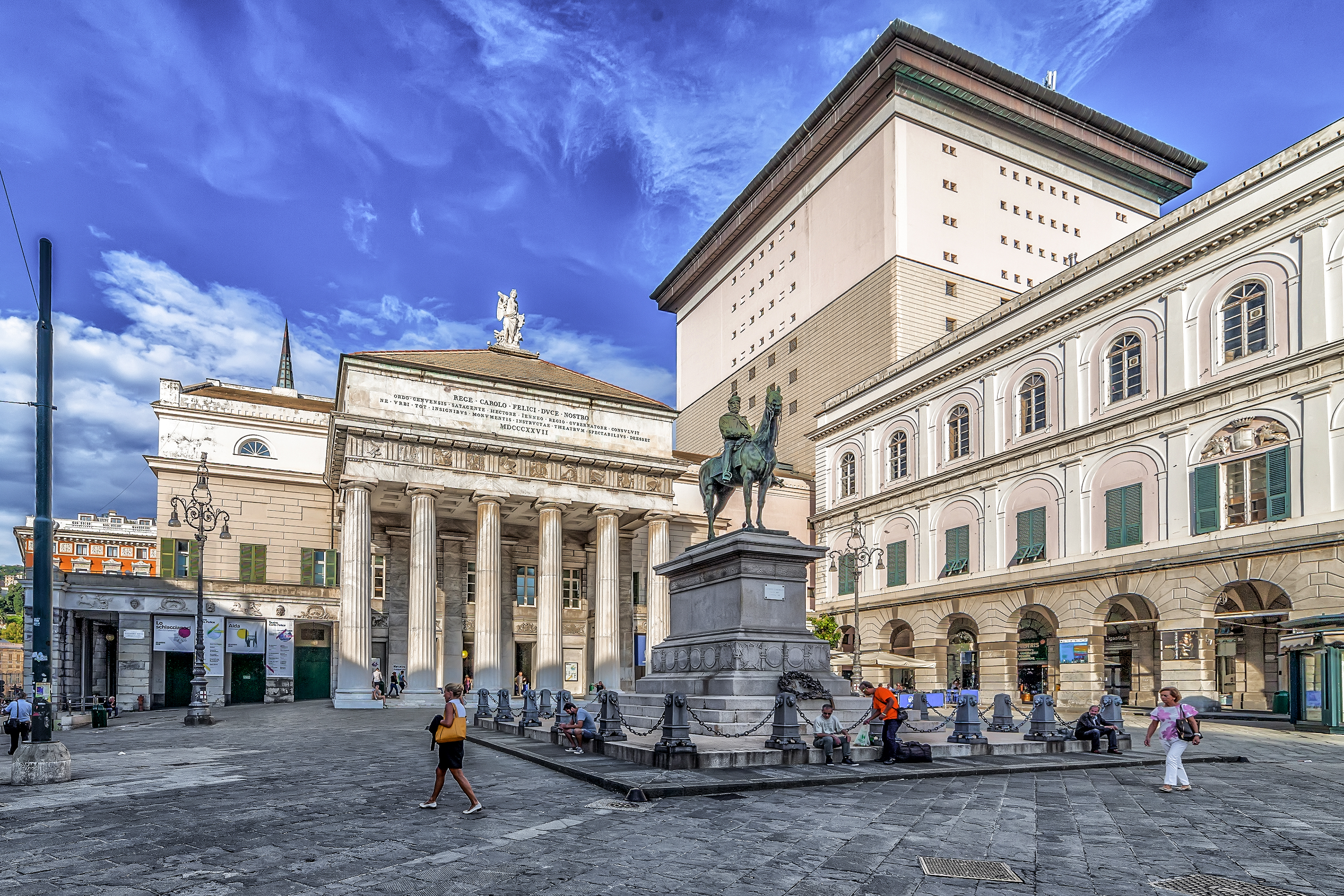
Ristrutturazione del Teatro Carlo Felice, Genova, progetto 1981-82 con Ignazio Gardella e Fabio Reinhart

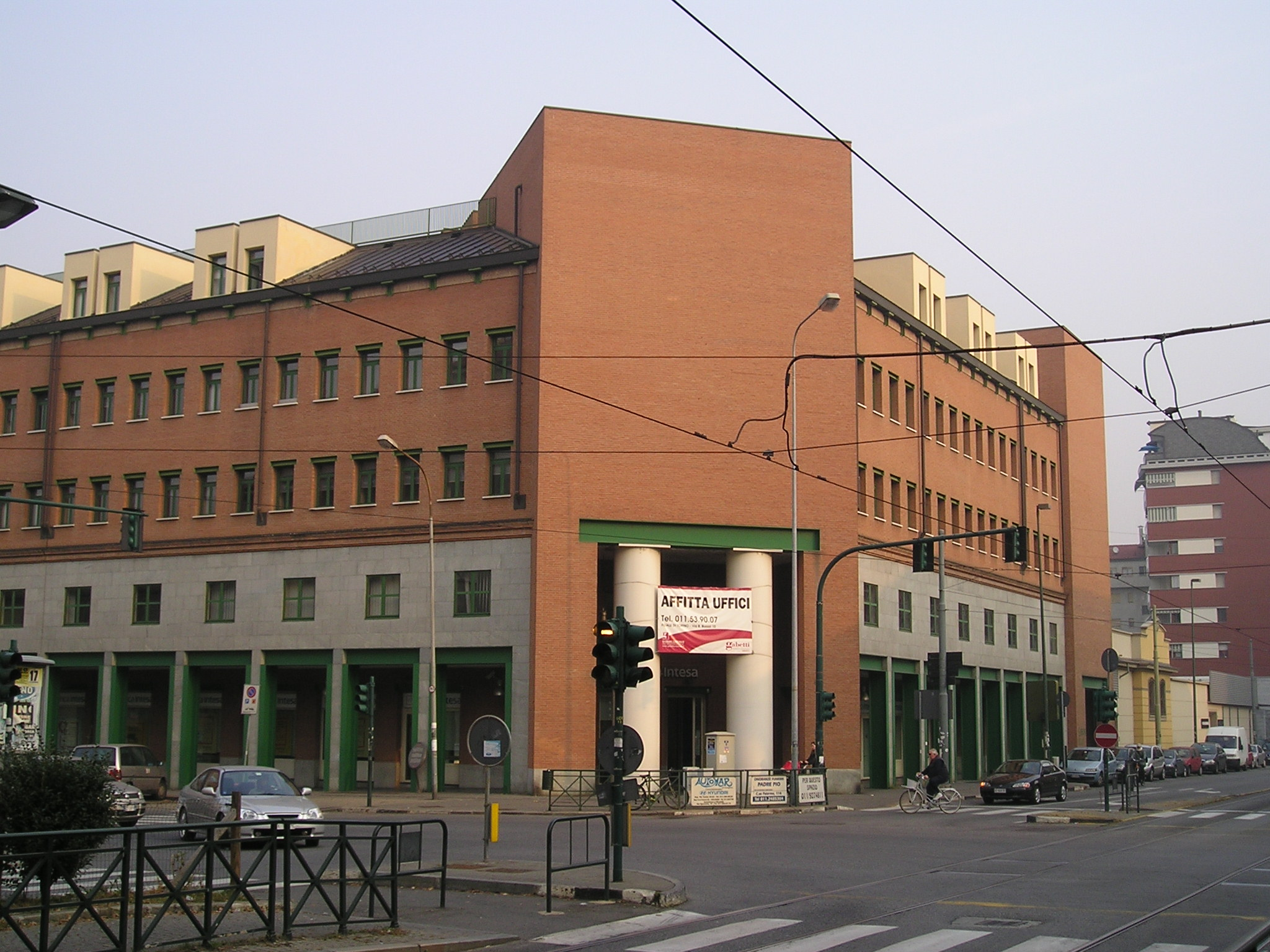
Casa Aurora, Torino, 1987

Nel 1973 dirige la sezione internazionale di architettura alla XV Triennale di Milano, dove presenta, tra gli altri, il suo allievo Arduino Cantafora. Insieme a Gianni Braghieri e Franco Raggi, realizza il documentario Ornamento e delitto in formato 16 mm per la regia di Luigi Durissi. Insieme al catalogo della "Sezione internazionale di architettura", il film contiene l'enunciazione teorica del progetto della mostra. Nel 1975 Rossi viene reintegrato nella professione didattica, torna a Venezia dov'è docente del corso di Composizione architettonica.
Nel 1979 diventa Accademico della prestigiosa Accademia nazionale di San Luca. Intanto l'attività internazionale si fa più intensa: è Direttore del Seminario internazionale di Santiago di Compostela, insegna in diverse università degli Stati Uniti, tra cui la Cooper Union di New York e la Cornell University di Ithaca (New York) e collabora con l'Institute for Architecture and Urban Studies, viaggia in Oriente (Cina e Hong Kong) e tiene conferenze in Sud America.
Nel 1981 pubblica Autobiografia scientifica, richiamo all'omonima opera di Max Planck. Nell'opera l'autore, "in discreto disordine", riporta ricordi, oggetti, luoghi, forme, appunti di letteratura, citazioni, luci e cerca di «...ripercorrere le cose o le impressioni, descrivere, o cercare un modo di descrivere».
Afferma egli stesso: «Pensavo, in questo libro, di analizzare i miei progetti e i miei scritti, il mio lavoro, in una sequenza continua; comprendendoli, spiegandoli e nello stesso tempo riprogettandoli. Ma ancora ho visto come, scrivendo di tutto questo, si crei un altro progetto che ha in sé qualcosa di imprevedibile e di imprevisto». Nello stesso anno ottiene il primo premio al concorso internazionale per il progetto di un isolato, precisamente il nº 10, tra la Kochstraße e la Friedrichstraße a Berlino.
Nel 1983 ottiene da Paolo Portoghesi l'incarico di direttore della sezione architettura alla Biennale di Venezia, incarico che manterrà fino al 1984. L'anno successivo vince il concorso per il restauro del Teatro Carlo Felice di Genova. Negli anni seguenti cura le sue personali a Torino, Mosca, York, Londra, Madrid e a villa Farsetti per la Biennale di Venezia.
Nel 1987 vince due concorsi internazionali: uno a Parigi, per la Villette, l'altro a Berlino per il Deutsches Historisches Museum di Berlino. Nel 1989 riceve l'incarico per il Teatro de las lndias da parte della Junta de Andalucía a Siviglia e continua le ricerche nel campo del design industriale per Unifor e Alessi. È del 1989 la caffettiera espresso "Cupola", realizzata per Alessi, che da semplice oggetto da cucina si è trasformata in un complemento d'arredo.
Nel 1990 gli viene assegnato il Premio Pritzker, primo italiano a vincerlo e primo di una lunga serie di riconoscimenti. Vince l'Aia Honor Award e il premio città di Fukuoka grazie al progetto del complesso alberghiero "Il Palazzo"; il premio "Campione d'Italia nel mondo" e il premio "1991 Thomas Jefferson Medal in Architecture". A questi prestigiosi riconoscimenti seguono le mostre al Centre Georges Pompidou di Parigi, al Beurs van Berlage di Amsterdam, alla Berlinische Galerie di Berlino e al Museo di arte contemporanea di Gand.
Nel 1996 diviene membro onorario dell'American Academy of Arts and Letters e l'anno successivo riceve il Premio speciale Cultura per il settore "Architettura e Design" della Presidenza del Consiglio dei ministri.

## Gli archetipi
Aldo Rossi ha sviluppato una concezione della città totalmente nuova rispetto all'idea di Le Corbusier, la quale aveva dominato tutto il primo '900: Rossi vedeva la città come la somma di tutte le epoche, di tutti gli stili architettonici fino ad allora presenti. Non potendo "rompere" totalmente con il passato come facevano gli architetti dell'International Style, egli pertanto si trovava a dover rendere la sua costruzione "organica" all'interno della città.
La sua soluzione è stato l'utilizzo degli archetipi. Questi sono delle forme ricorrenti nella storia dell'architettura, forme che vanno a costituire un vero e proprio richiamo alla cittadina esistente, rendendo il proprio risultato nello stesso tempo innovativo e tradizionale. Molti sono stati gli archetipi utilizzati da Rossi nel corso della sua carriera e la loro bellezza sta nella facile riconoscibilità da parte di tutti, sia dall'esperto sia dal ragazzino o dal normale passante.

## Schizzi preparatori
Particolarità di Aldo Rossi sono i suoi schizzi preparatori. A questo proposito si può citare Paolo Portoghesi, che quando assegnò il progetto del Teatro del Mondo di Venezia a Rossi, vedendolo disegnare ricordò una poesia di Libero de Libero:

## Architettura
- 1960 Villa ai Ronchi in Versilia

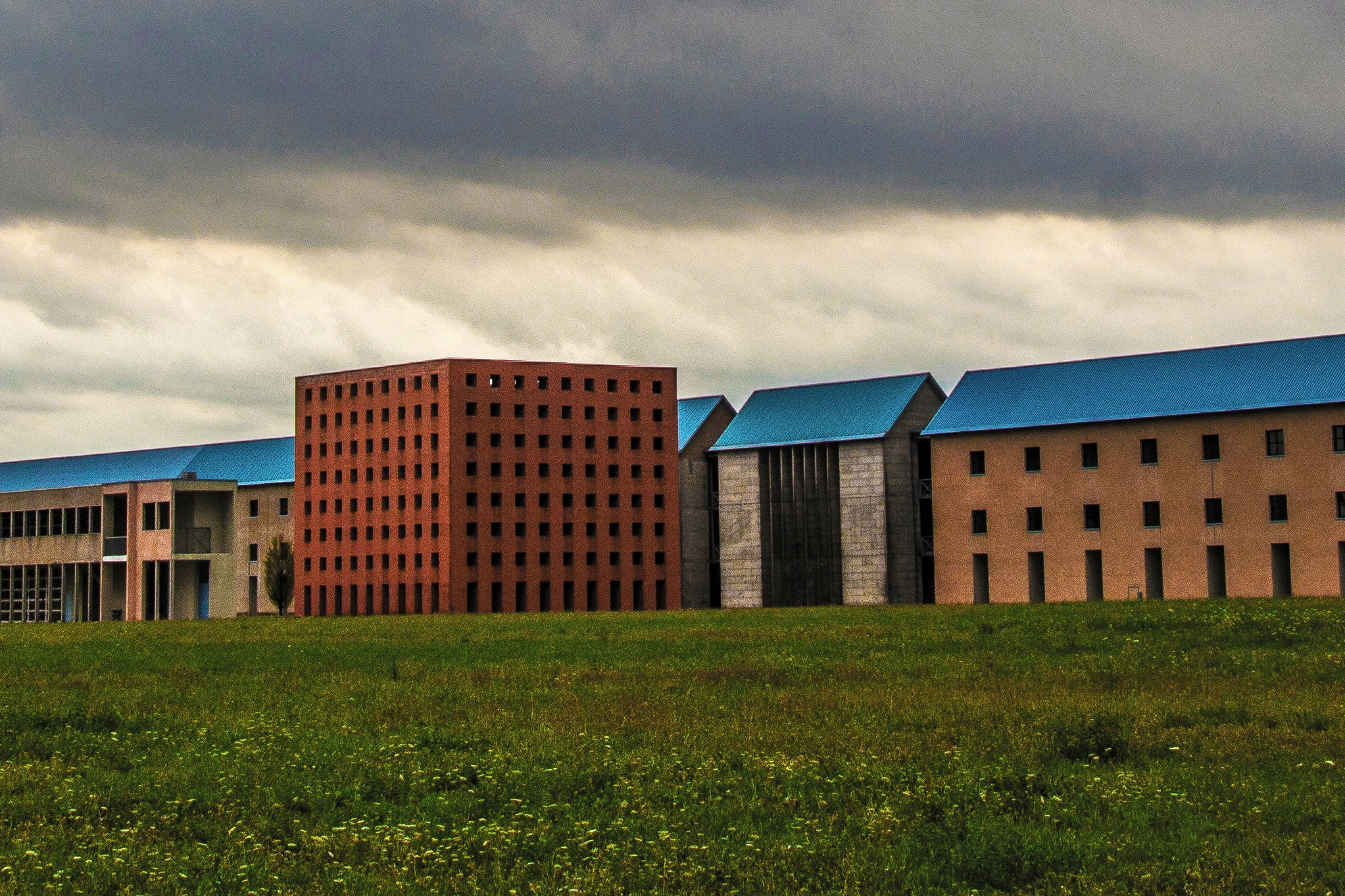
Cimitero di San Cataldo a Modena

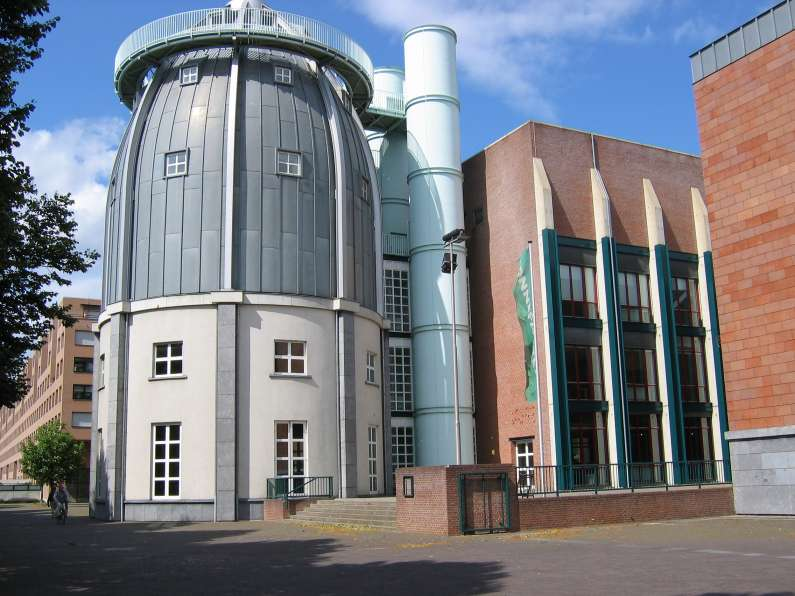
Bonnefantenmuseum a Maastricht, Paesi Bassi

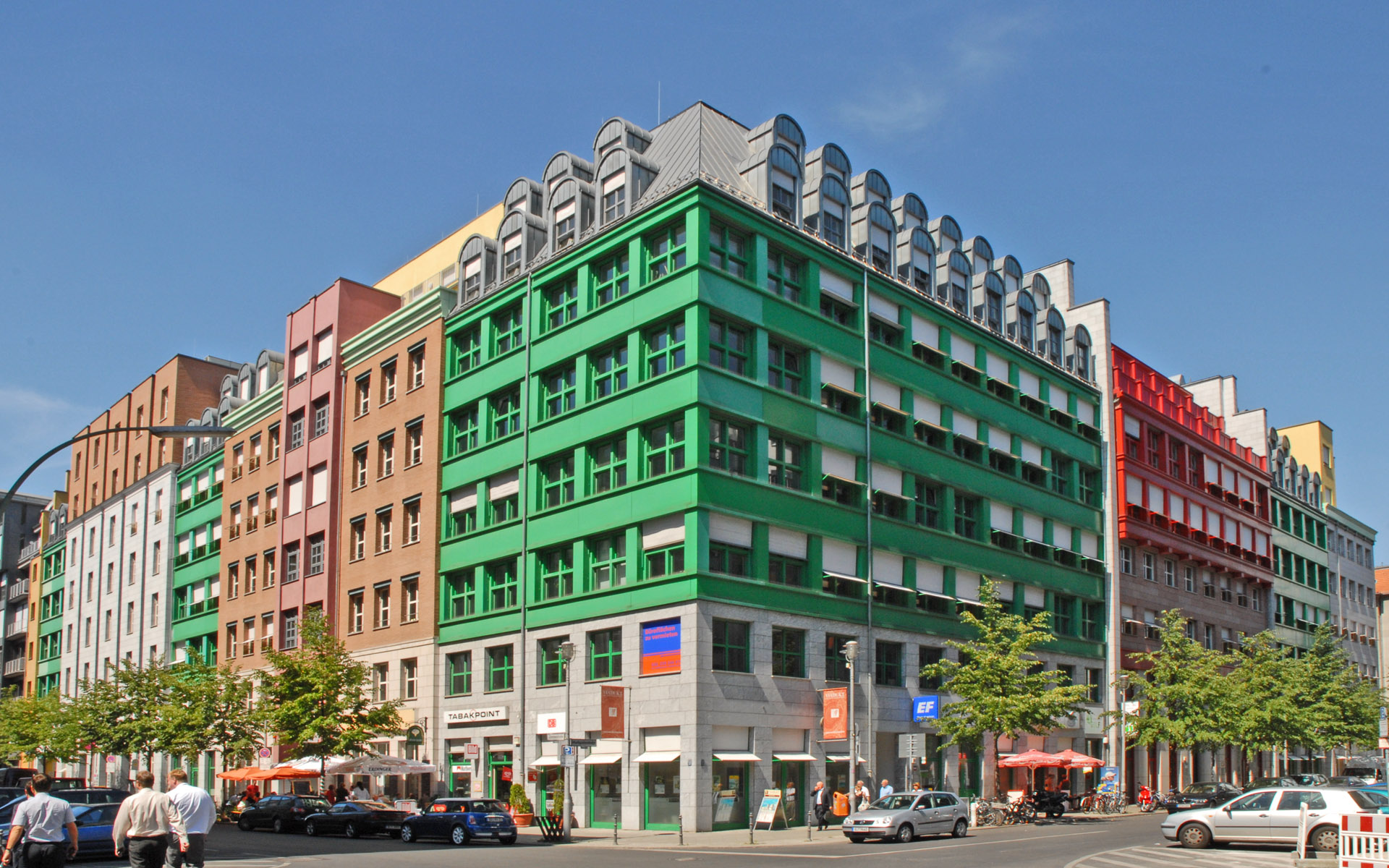
Quartiere Schützenstraße, Berlino, 1994-98

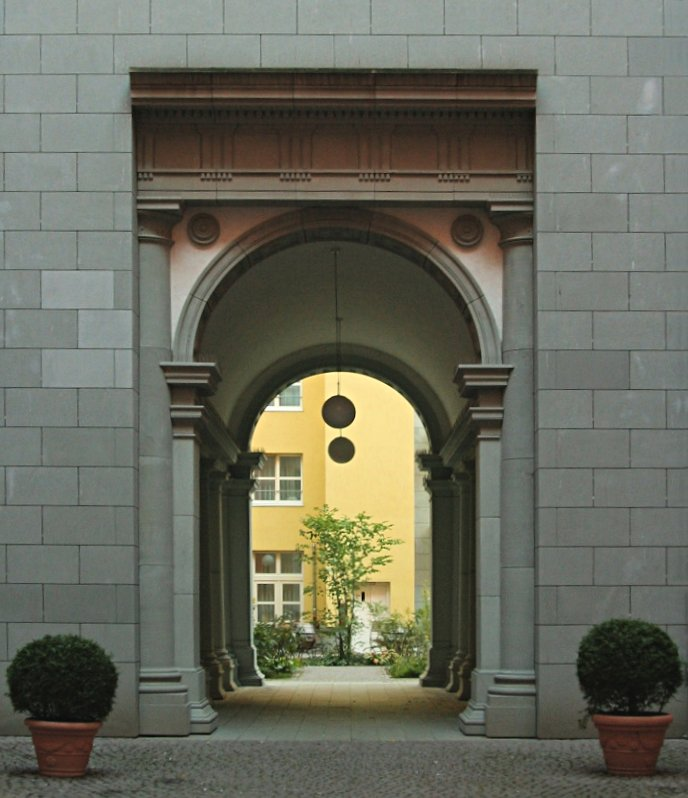
Portale d'ingresso, Quartiere Schützenstraße, Berlino

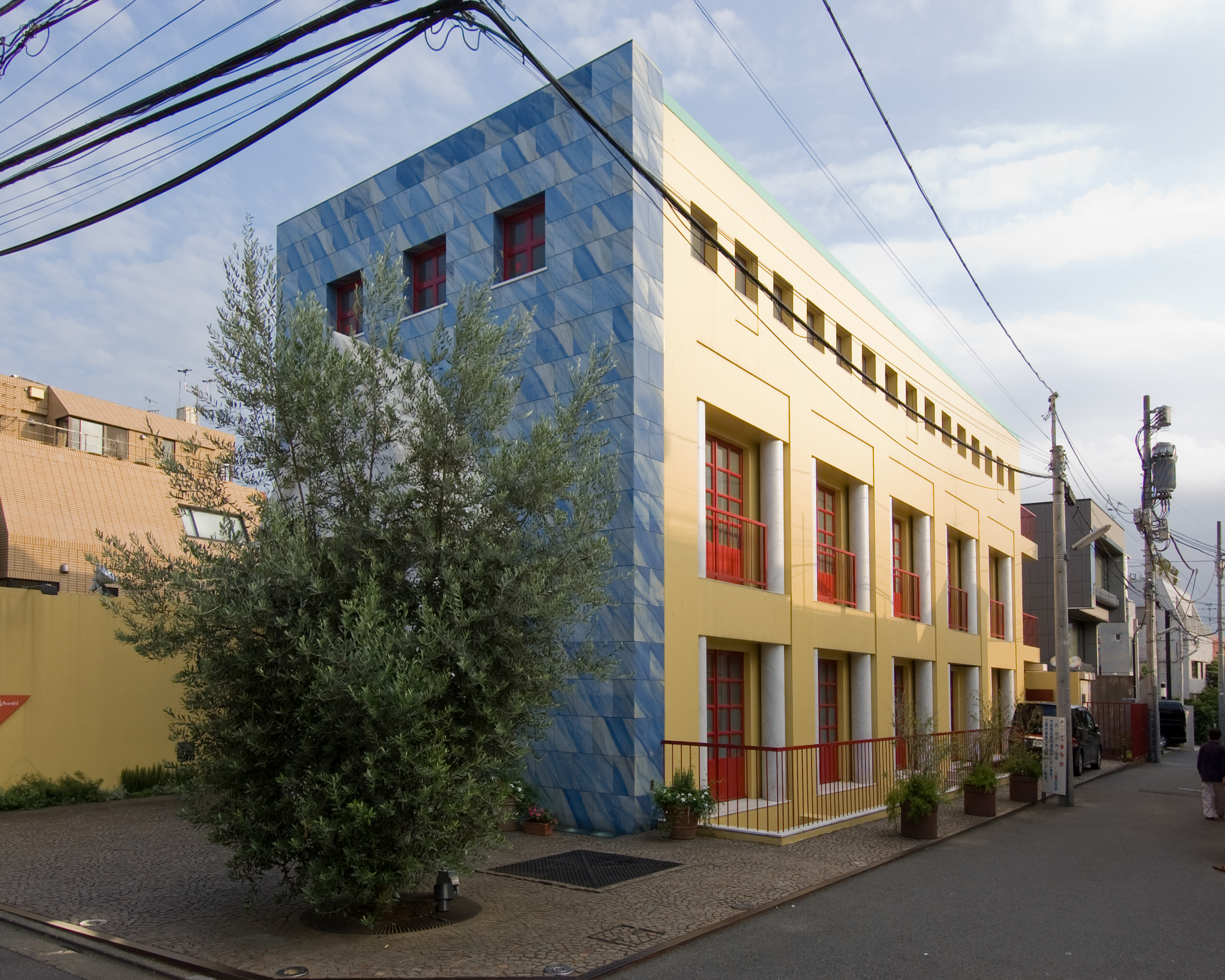
Ambiente Showroom, Tokyo

- 1962 Concorso per il Monumento alla Resistenza a Cuneo
- 1964 Concorso per il nuovo teatro Paganini e piazza della Pilotta a Parma
- Ponte della Triennale a Milano
- 1965 Fontana monumentale di Segrate
- 1966 Concorso per il quartiere San Rocco a Monza
- 1967-74 Quartiere Gallaratese, Milano, con Carlo Aymonino
- 1968 Progetto del palazzo comunale a Scandicci
- 1971-84 Ossario e cimitero di San Cataldo a Modena[3]
- 1972 Progetto per il nuovo Municipio di Muggiò
- 1972 Scuola elementare di Fagnano Olona
- 1973 Realizza il documentario di montaggio Ornamento e delitto per la Triennale di Milano
- 1974 Progetto per il Palazzo della Regione e il per una Casa dello studente a Trieste
- 1976 Progetto per una casa dello studente a Chieti
- 1977 Progetto per un centro direzionale a Firenze
- 1977 Case Unifamiliari a Mozzo (BG)
- 1978 Teatrino scientifico
- 1979 Il Teatro del Mondo e il portale d'ingresso realizzati per la Biennale di Venezia Disegni e foto
- Appartamenti nella Südliche Friedrichstadt per l'esposizione IBA 84 a Berlino Ovest, Germania Ovest
- Centro commerciale Torri a Parma
- Scuola media di Broni, con Arduino Cantafora
- Torre Monumentale, Melbourne, Australia
- 1982 Centro direzionale di Fontivegge a Perugia
- Casa Pocono Pines, Mount Pocono in Pennsylvania, USA
- Cimitero di San Cataldo a Modena
- Cabine dell'isola d'Elba per Bruno Longoni
- 1983 Progetto del municipio comunale di Borgoricco
  - "Il Municipio raffigura una sorta di mappa del DNA dove si intrecciano passato e presente di Borgoricco. Esso rappresenta una macchina del tempo dove ogni cittadino si sente rispettato nei suoi aspetti più intimi e antichi che gli sono stati trasmessi anche attraverso la lettura diacronica del proprio passato."[4]
- 1984 Progetto di un edificio per uffici a Buenos Aires
- 1984-1987 Casa Aurora, sede del Gruppo Finanziario Tessile GFT, Torino
- Allestimento per Pitti-Uomo a Firenze
- 1985 Allestimento per uno stand per il GFT
- 1985 Edificio residenziale in zona Vialba a Milano
- 1986 Hotel Il Palazzo a Fukuoka, Giappone
- Villette Sud a Parigi
- 1988-91 Hotel Duca di Milano, Milano
- 1988-90 Monumento a Sandro Pertini, Milano
- 1989-91 Villa Alessi a Suna, frazione di Verbania, sul lago Maggiore
- 1989 Appartamenti De Lamel all'Aja, Paesi Bassi
- Piano urbanistico per l'area Cosmopolitan Pisorno a Tirrenia (provincia di Pisa)
- 1990-1992 Edificio residenziale e terziario area ex Sogema Città di Castello
- 1990-1993 Club House del Golf Club Cosmopolitan a Tirrenia (provincia di Pisa)
- Complesso sociosanitario in via Canova a Firenze
- 1991 Centro di Arte Contemporanea sull'isola di Vassivière a Beaumont-du-Lac, Francia
- Recupero dell'area industriale ex Cotonificio Cantoni a Castellanza quale sede del campus dell'Università Carlo Cattaneo
- Torre "Aldo Rossi - Le Vie del Commercio", Lanciano, via Duca degli Abruzzi. Continuazione di Camillo Di Carlo
- Ufficio postale e appartamenti vicino alla Città della Musica a Parigi (19e), Francia
- 1992 Ricostruzione del Teatro Carlo Felice a Genova con Ignazio Gardella
- 1993 Armadio Mobile fiorentino per Bruno Longoni
- 1994 Quartier Schützenstraße, Berlino
- 1995 Bonnefantenmuseum a Maastricht, Paesi Bassi
- Recupero dell'area ex Kursaal a Montecatini Terme
- 1996 Complesso per un periodico a Berlino, Germania
- 1997 Progetto della Manifattura delle Arti a Bologna
- 1997 Centro Commerciale "Terranova", OlbiaIl Broletto (Perugia), centro direzionale e sede della Regione Umbria

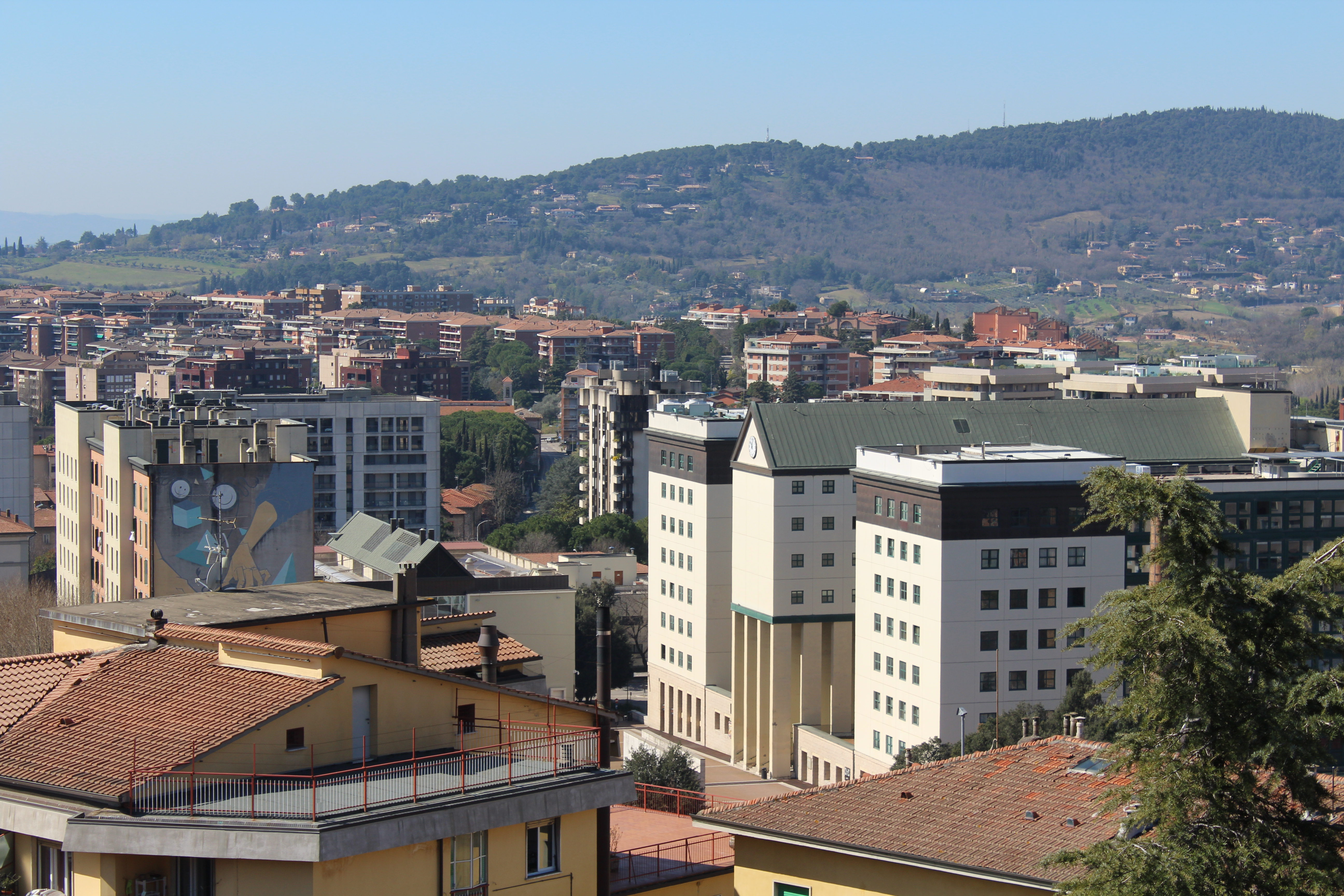
Il Broletto (Perugia), centro direzionale e sede della Regione Umbria

## Design industriale

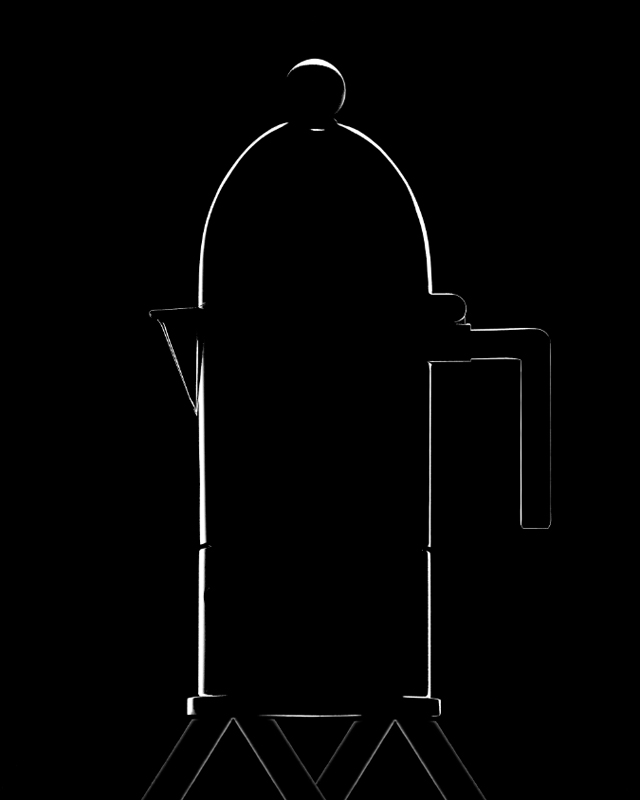
Caffettiera La Cupola per Alessi

Oltre all'architettura, Rossi, ha realizzato oggetti di design industriale su richiesta, tra i quali:
- 1983 la sedia Teatro per Molteni&C, attuale Gruppo Molteni, con la collaborazione di Luca Meda;
- 1984 la caffettiera La Conica per Alessi;
- il bollitore Il Conico per Alessi;
- 1987 la sedia Milano per Gruppo Molteni;
- 1988 la caffettiera La Cupola per Alessi;
- 1989 la poltrona Parigi per Unifor, attuale Gruppo Molteni;
- la libreria Cartesio per Unifor, attuale Gruppo Molteni;
- il tavolo Consiglio per Unifor, attuale Gruppo Molteni;
- L'orologio Momento per Alessi.

## I suoi scritti
- L'architettura della città, Padova: Marsilio 1966; n. ed. Macerata: Quodlibet 2011.
- Scritti scelti sull'architettura e la città: 1956-1972, a cura di R. Bonicalzi, Milano: CLUP, 1975; n. ed. Macerata: Quodlibet 2012.
- Autobiografia scientifica, Parma: Pratiche, 1990; n. ed. Milano: Il Saggiatore 2009.

## Archivio
Il fondo Aldo Rossi, costituito dai documenti provenienti dallo studio di Milano, è conservato presso la Fondazione Museo delle arti del XXI secolo – MAXXI. Centro archivi architettura; la documentazione costituita, prevalentemente, dai fascicoli relativi ai materiali di lavoro e alle carte relative alla docenza universitaria e alla direzione di «Poliorama» sono state donate dal fratello Romano alla Fondazione Ezio Franceschini onlus.

## Riconoscimenti e omaggi
Riceve postumi il premio "Torre Guinigi" per il suo contributo agli studi urbani e il Seaside Architectural Prize del Seaside Institute of Florida dove aveva realizzato una residenza unifamiliare nel 1995.
Postuma è l'aggiudicazione nel 1999 della gara (dopo aver vinto il ricorso) per la ricostruzione del Teatro La Fenice di Venezia, inaugurato nel 2004. Nel 1999 viene dato il suo nome alla Facoltà di architettura dell'Alma Mater Studiorum di Bologna, con sede a Cesena.
Il lavoro di Aldo Rossi rappresenta un superamento delle metodologie del Movimento Moderno, appartenendo inizialmente alla corrente architettonica del Neoliberty, prima reazione al razionalismo con richiami più o meno espliciti all'Art Nouveau. Successivamente è approdato al postmodernismo nel variato panorama Italiano di questo movimento, che in lui ha assunto una rigorosità esemplare, che taluni hanno definito Neo-Novecento.
Rossi fu uno dei più grande rinnovatori ideologici e plastici dell'architettura contemporanea, con la sua poesia metafisica e il culto che professò nella stessa misura verso la geometria e la memoria.
Nel 2005, per volontà degli eredi Vera e Fausto Rossi, si è costituita la Fondazione Aldo Rossi con la finalità di riunire, tutelare e divulgare l'opera dell'architetto, in tutta la sua complessità, bellezza e ricchezza.